# Plutella culminata
Plutella culminata is een vlinder uit de familie van de koolmotten (Plutellidae). De wetenschappelijke naam van de soort is voor het eerst geldig gepubliceerd in 1931 door Edward Meyrick.